# Tomoxia lineella
Tomoxia lineella es una especie de coleóptero de la familia Mordellidae. Fue descrita por  John Lawrence LeConte in 1862.

## Distribución geográfica
Habita en Estados Unidos.